# Geulumpang Payong (Jeumpa)
Geulumpang Payong is een bestuurslaag in het regentschap Bireuen van de provincie Atjeh, Indonesië. Geulumpang Payong telt 2258 inwoners (volkstelling 2010).